# DGP (기업)
주식회사 DGP는 대한민국의 신재생에너지 기업이다.

## 역사
2019년 6월 퍼시픽바이오에서 케이알피앤이로 2020년 케이알피앤이에서 대한그린파워로 사명을 변경하였으며 2023년 3월 상호를 대한그린파워에서 DGP로 변경하였다. 2024년 미국 나스닥 상장사 엑시큐어(Exicur Inc.) 투자 지분과 강구풍력발전 자산 매각 계약을 체결했다. 2024년 엔지브이아이의 46.87% 지분을 인수하여 최대주주로 올라서, 수소 사업을 본격적으로 확장하고 있다.